# Římskokatolická farnost Všestudy
Římskokatolická farnost Všestudy (lat. Schoesla) je zaniklá církevní správní jednotka sdružující římské katolíky ve Všestudech a okolí. Organizačně spadala do krušnohorského vikariátu, který je jedním z deseti vikariátů litoměřické diecéze.

## Historie farnosti
Již před rokem 1375 byla v místě plebánie. Matriky jsou vedeny od roku 1611. Od roku 1784 byly Všestudy expoziturou k Údlicím-Přečaplům.
Farnost existovala do 31. prosince 2012 jako součást chomutovského farního obvodu. Od 1. ledna 2013 zanikla sloučením do farnosti Údlice-Přečaply, která však zanikla od 3. ledna 2013 sloučením s farností-děkanství Chomutov.

### Duchovní správcové vedoucí farnost
Začátek působnosti jmenovaného v duchovní správě farnosti od:
- 1797   cap. expos. Franc. Stanka
- 1805   cap. expos. Wenc. Tschochner, n. 28. 9. 1773 Micro- Schoenhof, o. 12. 9. 1803, † 4. 8. 1860
- 1811   cap. expos. Jos. Mayer, n. 12. 1. 1777 Kommotau, o. 30. 8. 1806, † 13. 9. 1843
- 1816   cap. expos. Ioann. Assmann, n. 20. 8. 1786 Adersbachens., o. 11. 8. 1811, † 30. 1. 1824
- 1824   cap. expos. Joann. Setzer, n. 12. 9. 1791 Michelsdorf, o. 15. 8. 1815, † 7. 11. 1856
- 1833   cap. expos. vacat
- 1834   cap. expos. Anton. Weinberger, n. 21. 8. 1794 Kralupp, o. 24. 8. 1821, † 5. 12. 1856
- 1835   cap. expos. Wenc. Hoyer, n. 28. 9. 1795 Johnsdorfens., o. 24. 8. 1820, † 2. 11. 1883
- 1837   cap. expos. August. Pohnert, n. 21. 3. 1809 Kommotau, o. 28. 9. 1832, † 22. 9. 1871
- 1847   cap. expos. vacat
- 1848   cap. expos. Anton. Stanka, n. 16. 5. 1809 Sehlaviens, o. 4. 8. 1834, † 26. 8. 1861
- 1851   cap. expos. Jos. Walter, n. 8. 5. 1816 Bilin, o. 3. 8. 1840, † 22. 11. 1889
- 1856   cap. expos. Anton. Friedrich, n. 25. 7. 1810 Brandens., o. 20. 8. 1837, † 25. 4. 1894
- 1866   cap. expos. Franc. Dressler, n. 17. 12. 1823 Kommotau, o. 4. 7. 1848, † 21. 5. 1890
- 1868   cap. expos. Joann. Czarnach, n. 28. 10. 1824 Widhostitz, o. 25. 7. 1849, † 11. 11. 1900
- 1871   cap. expos. Jos. Böhm, n. 19. 6. 1827 Pablovitz, o. 25. 7. 1851, † 20. 5. 1903
- 1873   cap. expos. Ludovic. Schön, n. 30. 6. 1831 Neisse (Sil), o. 31. 7. 1860, † 5. 3. 1908
- 1876   cap. expos. Jos. Tiersch, n. 13. 1. 1837 Kralup., o. 27. 7. 1865, † 16. 3. 1891
- 1877   cap. expos. Anton. Lippert, n. 4. 3. 1849 Saaz, o. 19. 7. 1873, † 14. 3. 1920
- 1880   cap. expos. Jos. Stelzig, n. 3. 11. 1850 Leitmeritz, o. 25. 7. 1874, † 1. 11. 1891
- 1883   cap. expos. Ferd. Richter, n. 16. 6. 1854 Uhrissen., o. 15. 7. 1876, † 6. 8. 1919
- 1886   cap. expos. Wencesl. Jelenecký, n. 9. 9. 1853 Jeleneč, o. 29. 7. 1878, † 6. 2. 1931
- 1890   cap. expos. Alois Šklíba, n. 29. 8. 1861 Rychnov, o. 17. 5. 1885, † 12. 6. 1932
- 1891   cap. expos. vacat
- 1892   cap. expos. Car. Mir. Nejedlý, n. 19. 9. 1864 Dětenic., o. 27. 5. 1888
- 1894   cap. expos. Jos. Röttig, n. 7 . 12. 1860 Philippsdorf., o. 17. 5. 1885, † 31. 5. 1928
- 1895   cap. expos. Andreas Ubl, n. 28. 8. 1859 Wottawa, o. 4. 10. 1886, † 21. 4. 1950
- 1899   cap. expos. Richard. Wewerka, n. 17. 4. 1864 Schönberg, o. 16. 5. 1889, † 12. 1. 1929
- 1901   cap. expos. Joann. Kuchař, n. 3. 1. 1865 Liblic, o. 24. 5. 1891, † 17. 6. 1902
- 1902   cap. expos. Anton. Liebisch, n.  8. 11. 1871 Warnsdorf, o. 7. 7. 1895
- 1905   cap. expos. Franc. Richter, n. 18. 1. 1864 Warnsdorf, o. 25. 3. 1893, † 1. 5. 1925
- 1908   cap. expos. Henric. Kühnel, n. 3. 6. 1881 Steckenwald, o. 16. 7. 1905, † 14. 7. 1946
- 1910   cap. expos.  Wenc. Keist, n. 11. 9. 1870 Krumau, o. 2. 7. 1893, † 5. 2. 1913
- 1913   cap. expos. Franc. Gerbl, n. 9. 5. 1878 München, o. 18. 11. 1900, † 31. 3. 1953
- 1922   cap. expos. Joann. Wiesinger, n. 10. 6. 1866 Offenhausen (Ö ), o. 7. 8. 1889, † 9. 2. 1932
- 1926   cap. expos. Frideric. Leitelt, n. 16. 10. 1898 Heinersdorf., o. 30. 7. 1922, † 21. 3. 1946
- 1927   cap. expos. vacat, admin. excurr. Joann. Reissig
- 1928   cap. expos. vacat, admin. excurr. Joann. Hoidn
- 1939   cap. expos. vacat, admin.  excurr. Henr. Göpfert
- 1941   cap. expos. Bruno Stompe, n. 11. 1. 1913 Neustadt a. d. Th. o., 29. 6. 1939
- 1. 11. 1942 cap. expos. Joann. Schrenk, n. 22. 4. 1911 Settenz, o. 29. 10. 1940
- 1945   cap. exposit. vacat, admin. Franc. Zedníček
- 5. 12. 1945 admin. Henric. Lakomý OFM Cap.
- 1. 10. 1947 Jaroslav Knespl
- 1. 8.  1954    Steph. Půček
- 15. 10. 1958 Josef Vadovič
- 1. 11. 1959   Josef Jech
- 1. 2.  1969    Antonín Audy
- 1. 8.  1970    Vladimír Kusý
- 1. 8.  1971    František Tomšík SDB
- 1. 8.  1982    Josef Šprlák
- 1. 6 .  1985    Miroslav Maňásek SDB
- 1. 7.  1986   Jan Kozár
- 1. 1. 1992   Jiří Voleský
- 1. 8.  1994    Libor Švorčík
- 1. 9.  1995    Jan Kozár, admin. exc. z Chomutova
- 1. 2.  2004 – 31. 12. 2012 Alois Heger, admin. exc. z Chomutova[3]

Kromě kněží stojících v čele farnosti, působili ve farnosti v průběhu její historie i jiní kněží. Většinou pracovali jako farní vikáři, kaplani, katecheté, výpomocní duchovní aj.

## Území farnosti
Do farnosti náleželo území obcí:
- Okořín (Ukkern)[p 2]
- Všestudy (Schössl)[p 2]
- Pesvice (Posswitz)[p 2]

## Římskokatolické sakrální stavby a místa kultu na území farnosti
| | Fotografie | Stavba                         | Místo    | Bohoslužby                      | Zeměpisné souřadnice             | Status                                                                                            | Číslo kulturní památky                      |
| Kostel | Kostel     | Kostel                         | Kostel   | Kostel                          | Kostel                           | Kostel                                                                                            | Kostel                                      |
| --- | ---------- | ------------------------------ | -------- | ------------------------------- | -------------------------------- | ------------------------------------------------------------------------------------------------- | ------------------------------------------- |
| 1. |            | Kostel sv. Michaela archanděla | Všestudy | bližší informace o bohoslužbách | 50°27′26″ s. š., 13°30′31″ v. d. | do 31. prosince 2012 farní kostel, od 3. ledna 2013 filiální kostel farnosti – děkanství Chomutov | 31474/5-864 (Pk•MIS•Sez•Obr•WD) (Q21490551) |
| Zaniklé sakrální stavby |            |                                |          |                                 |                                  |                                                                                                   |                                             |
| 2. |            | Kaple Panny Marie Bolestné     | Okořín   | nelze sloužit                   | 50°28′23″ s. š., 13°30′11″ v. d. | zbořená obecní kaple                                                                              | —                                           |
| 3. |            | Kaple sv. Josefa               | Pesvice  | nelze sloužit                   | 50°27′47″ s. š., 13°29′3″ v. d.  | zbořená kaple                                                                                     | —                                           |
| Některé drobné sakrální stavby a pamětihodnosti lze dohledat zde v databázi Drobné sakrální památky Zaniklé sakrální stavby lze dohledat zde v databázi Poškozené a zničené kostely, kaple a synagogy v České republice |            |                                |          |                                 |                                  |                                                                                                   |                                             |

Ve farnosti se mohou nacházet i další drobné sakrální stavby, místa římskokatolického kultu a pamětihodnosti, které neobsahuje tato tabulka.